# Tenach

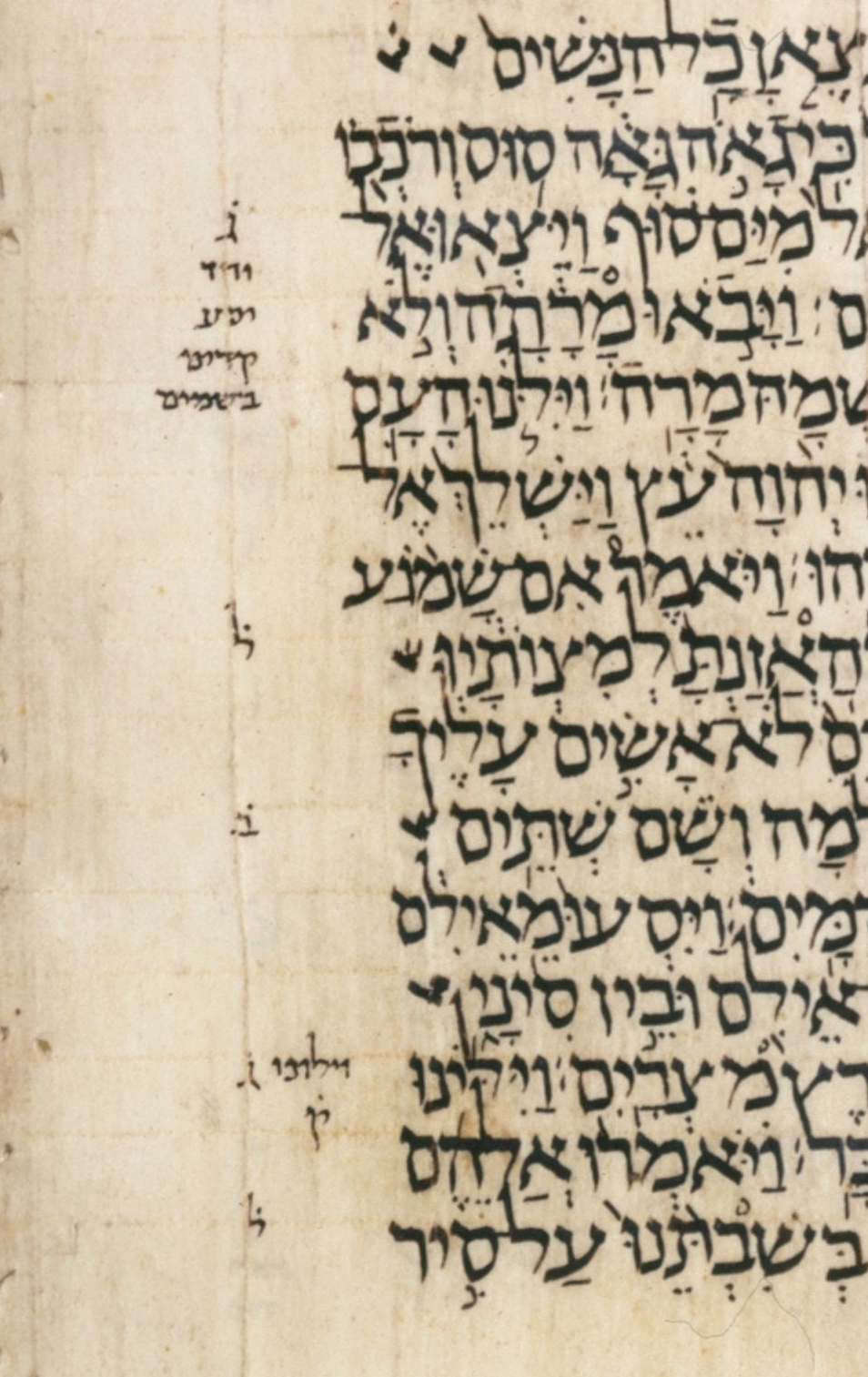
Fragment uit de Leningrad-codex of Codex Leningradensis. Het is het oudste nog bestaande complete handschrift van de masoretische tekst van de Tenach, daterend uit het jaar 1008.

De Tenach of Tanach (Hebreeuws: תַּנַ״ךְ) is het heilige boek van het jodendom. De Tenach bevat 39 bijbelboeken die ook in het Oude Testament voorkomen (maar in een andere volgorde). De algemene term voor de bijbelboeken, gebruikt in de wetenschap, is Hebreeuwse Bijbel. Een alternatieve naam is Mikra wat 'geschrift' betekent.

## Het woord Tenach
Tenach is een Hebreeuws acroniem dat is gevormd uit de eerste letters van de drie onderdelen waaruit het is opgebouwd:
1. T van Tora (Wet)
2. N van Nevi’iem (Profeten)
3. CH van Ketoeviem (Geschriften). De uitspraak van de k-klank aan het begin van het woord ketoevim verandert in een ch-klank aan het einde van het woord Tenach.

Het geschreven Hebreeuws bestaat van origine slechts uit medeklinkers, en ook tegenwoordig worden klinkertekens in het Hebreeuws weinig gebruikt. Het acroniem "Tnch" is dan ook alleen uit medeklinkers opgebouwd. De klinkers zijn voor de uitspraak echter nodig en worden in de transliteratie wel geschreven. De Tenach is in het Hebreeuws geschreven (met uitzondering van een paar passages die in het Aramees zijn geschreven in de Bijbelboeken Ezra (4:8 - 6:18 en 7:12-26) en Daniël (3:4b - 7:28)).

## Hoofdindeling

### Wet
De wet (Hebreeuws: Tora)  bestaat uit de vijf boeken van Mozes: Beres'jiet, Sjemot, Wajikra, Bemidbar en Devariem (ook, in dezelfde volgorde, de eerste vijf Bijbelboeken van het Oude Testament). De Tora is het belangrijkste onderdeel van de Tenach. Ten behoeve van de wekelijkse lezing en studie is de Tora verdeeld in 54 gedeeltes, de zogenaamde parasjot.

### Profeten
De Profeten (Hebreeuws: Nevie'iem) volgt  de Tora op en begint met de nieuwe leider Jozua die Mozes opvolgde. Nevie'iem is onderverdeeld in de vroege profeten (Jozua, Richteren, Samuël en Koningen) en de late profeten (Jesaja, Jeremia, Ezechiël en twaalf kleine profeten).

### Geschriften
De Geschriften (Ketoeviem) bestaan uit een zeer diverse verzameling van literatuur en bestaat uit 11 boeken. Het bevat alle resterende geschriften van de Tenach inclusief de vijf rollen. Ze worden ook wel ingedeeld volgens de categorieën de sifree emet (ספרי אמת - boeken van de waarheid), die bestaan uit Psalmen, Spreuken en Job, wijsheid: Prediker, Job en Spreuken, poëzie: Psalmen, Hooglied en Klaagliederen en geschiedenis: Ezra, Nehemia en I en II Kronieken. De telling komt in totaal op 11 aangezien Ezra en Nehemia, zoals de beide Kronieken, als 1 boek worden gezien.

## Boeken, per hoofddeel

### Thora of wet
- Beresjiet - Genesis
- Sjemot - Exodus
- Wajikra - Leviticus
- Bemidbar (Bamidbar) - Numeri
- Devariem - Deuteronomium

### Neviim of profeten
- Jehosjoea‘ - Jozua
- Sjofetiem - Richteren
- Sjemoeël 1 - 1 Samuel
- Sjemoeël 2 - 2 Samuel
- Melachiem 1 - 1 Koningen
- Melachiem 2 - 2 Koningen
- Jesja‘jahoe - Jesaja
- Jirmejahoe - Jeremia
- Jechezkel - Ezechiël
- Hosjea‘ - Hosea
- Joël - Joël
- Amos - Amos
- 'Ovadja - Obadja
- Jona - Jona
- Micha - Micha
- Nachoem - Nahum
- Chavakoek - Habakuk
- Tsefanja - Zefanja
- Chaggai - Haggai
- Zecharja - Zacharia
- Mal’achim - Maleachi

### Chetoevim of geschriften
- Tehilim - Psalmen
- Misjlee - Spreuken
- Iov - Job
- Sjier Hasjiriem - Hooglied
- Roet - Ruth
- Echa - Klaagliederen
- Kohelet - Prediker
- Ester - Esther
- Daniël - Daniël
- Ezra - Ezra
- Nechemja - Nehemia
- Divree Hajamiem 1 - 1 Kronieken
- Divree Hajamiem 2 - 2 Kronieken